# ABCニュース (アメリカ)
ABCニュース（ABC News）は、アメリカ合衆国のアメリカン・ブロードキャスティング・カンパニー（ウォルト・ディズニー・カンパニー）とその所有者であるディズニー・エンターテインメントのニュース番組制作子会社。
日本においてはNHKとフジテレビとそれぞれ提携関係にあり、またイギリスのBBCとも提携関係にある。

## 制作番組
- グッド・モーニング・アメリカ
- ABCワールドニュース・トゥナイト
- ナイトライン
- 20/20 (アメリカのテレビ番組)
- ワールドニュース・ナウ
- グッド・モーニング・アメリカ ファーストルック（英語版）（旧：アメリカ・ディス・モーニング）
- GMA3: What You Need To Know（英語版）（2020年5月までは『Pandemic: What You Need To Know』）
2020年3月までは『GMA3: Strahan, Sara & Keke』を放送していたが、新型コロナウイルス感染症の影響で同時間帯を『Pandemic: What You Need To Know』に変更、同年6月からは『GMA3: What You Need To Know』と変更している。2025年7月現在はGMA3とタイトルを変更し、「What You Need To Know」はディズニープラスでの配信のみに変更された。
- ジス・ウィーク
- ザ・ビュー
- What Would You Do? (2008年のテレビ番組)（英語版）

### ABC News Liveでのみ配信
- ABC News Live Prime
- ABC News Live Reports
- GMA LIFE
- The Weekend View（ザ・ビューの週末版）

### Disney+でのみ配信
- WHAT YOU NEED TO KNOW

## 主なジャーナリスト
- ジョージ・ステファノプロス
- デイビッド・ミュアー
- ロビン・ロバーツ (ニュースキャスター)（英語版）
- マイケル・ストレイハン
- バイロン・ピッツ（英語版）
- ジュジュ・チャン（英語版）
- ホイット・ジョンソン（英語版）
- リンゼイ・デイビス（英語版）
- マーサ・ラダッツ（英語版）
- ジョナサン・カール（英語版）
- ケイナ・ウイットワース（英語版）
- ジャネイ・ノーマン（英語版）
- ジオ・ベニテズ（英語版）

過去に在籍
- ピーター・ジェニングス
- チャールズ・ギブソン
- バーバラ・ウォルターズ
- クリスティアン・アマンプール
- トム・ヤーマース（英語版）
- ダン・ハリス (ジャーナリスト)（英語版）
- ジェニファー・アシュトン（英語版）
- デマルコ・モーガン（英語版）
- エヴァ・ピルグリム（英語版）

## インターネット利用
インターネットで「ナイトライン」などを視聴する有料サービスの実施や（現在は全て無料配信）、2004年には24時間放送「ABC News Now」がスタート（地上デジタル放送でも視聴可能）。
2005年からはポッドキャスティングサービスを開始、2006年からはビデオポッドキャストも開始した。